# NGC 1465
NGC 1465 ist eine linsenförmige Radiogalaxie vom Hubble-Typ S0/a im Sternbild Perseus am Nordsternhimmel. Sie ist schätzungsweise 183 Millionen Lichtjahre von der Milchstraße entfernt und hat einen Durchmesser von etwa 105.000 Lichtjahren. Vom Sonnensystem aus entfernt sich die Galaxie mit einer errechneten Radialgeschwindigkeit von näherungsweise 4.000 Kilometern pro Sekunde.
Im selben Himmelsareal befinden sich unter anderem die Galaxien PGC 14033, PGC 14034, PGC 1993627, PGC 2006400.
Das Objekt wurde am 25. September 1886 von Lewis Swift entdeckt.